# Premio L'Erma
I due premi «L'Erma» per l'archeologia e per l'arte sono due concorsi indetti dalla casa editrice «L’Erma» di Bretschneider, in onore del suo fondatore, Max Bretschneider.
Il più antico è quello per l'archeologia, istituito, nel 1978, per iniziativa di Roberto Marcucci, direttore editoriale della casa editrice, con lo scopo di incentivare e sostenere gli studi nel settore archeologico. A questo primo concorso si è aggiunto nel 2005 l'omologo premio «L'Erma» per l'arte, dedicato alla storia dell'arte.

## Premio «L'Erma» per l'archeologia
Il premio si rivolge a opere scientifiche inedite nel campo dell'archeologia classica, medievale e orientale, nonché nell'ambito della ricerca preistorica. Le opere proposte possono essere in lingua italiana, tedesca, inglese, francese o spagnola. La partecipazione è libera e gratuita e ogni autore può presentarsi in concorso con uno o più titoli. I lavori sono sottoposti al verdetto di una giuria composta da specialisti universitari nelle materie indicate, italiani e stranieri. 
L'opera prescelta viene gratuitamente pubblicata in volume da «L'Erma» e inserita nel proprio catalogo, mentre il suo autore riceve una somma in denaro. In questo modo, l'iniziativa va incontro alla difficoltà, dei giovani ricercatori, nel vedere pubblicati i risultati dei propri studi.
I premi finora assegnati sono i seguenti:
- 1ª edizione - 1978, ex aequo:
  - Daniele Manacorda, Un'officina lapidaria  sulla via Appia (Studia Archaeologica 26) 1979
  - Maurizio Harari, Il «Gruppo Clusium» , nella ceramografia etrusca (Bibliotheca Archaeologica 1) 1980

- 2ª edizione - 1980, ex aequo:
  - Fernando Gilotta, Gutti e Askoi a rilievo italioti ed etruschi (Studia Archaeologica 36) 1985
  - Maria Rita Wojcik, La villa dei papiri ad Ercolano (Soprintendenza Archeologica di Pompei, Monografie 1) 1986

- 3ª edizione – 1983:
  - Marco Milanese, Scavi nell'Oppidum preromano di Genova (Studia Archaeologica 48) 1987

- 4ª edizione – 1986:
  - Rita Santolini Giordani, Antichità Casali. La collezione di Villa Casali a Roma (Studi Miscellanei 27) 1989

- 5ª edizione – 1988:
  - Marina De Franceschini, Villa Adriana, Mosaici, Pavimenti, Edifici (Bibliotheca Archaeologica 9) 1991

- 6ª edizione - 1991, ex aequo:
  - Paola Puppo, Le coppe Megaresi in Italia (Studia Archaeologica 78) 1995
  - Marianne Stern, Roman Mold-Blown Glass. The Toledo Museum of Art. The First through Sixth Centuries, 1995

- 7ª edizione - 1993, ex aequo:
  - Alessandro Naso, Architetture Dipinte (Bibliotheca Archaeologica 18) 1996
  - Marco Bettelli, Roma. la città prima della città: i tempi di una nascita (Studia Archaeologica 86) 1997

- 8ª edizione - 1995, ex aequo:
  - José Luis de la Barrera Antòn, La decoracion arquitectonica de los foros de augusta emerita (Bibliotheca Archaeologica 25) 1999
  - Giulio Bodon, Enea Vico fra memoria e miraggio della classicità (Le rovine circolari. Pietre e parole 1) 1997

- 9ª edizione - 1997, ex aequo:
  - Barbara Belelli Marchesini, L'edilizia in Etruria meridionale dal VII al IV sec. a.C., in preparazione
  - Maria Chiara Monaco, Ergasteria: impianti artigianali ceramici ad Atene ed in Attica dal Protogeometrico alle soglie dell'Ellenismo (Studia Archaeologica 110)

- 10ª edizione – 1999:
  - Susanna Ognibene, Umm Al-Rasas La chiesa di Santo Stefano e il “problema iconofobico” (Studia Archaeologica 114)

- 11ª edizione – 2002:
  - James Copland Thorn, The necropolis of Cyrene (Monografie di Archaeologia Libica 26)

- 12ª edizione - 2004, ex aequo:
  - Ferdinando Sciacca, Le patere baccellate in bronzo dall'Oriente, dalla Grecia e dall'Italia in età orientalizzante (Studia Archaeologica 139)
  - Mariamaddalena Melfi, I Santuari di Asclepio in Grecia (Studia Archaeologica 157)

- 13ª edizione – 2006:
  - Andrea C. Montanaro, Ruvo di Puglia e il suo territorio. Le necropoli (Studia Archaeologica 160)

- 14ª edizione – 2008:
  - Federica Pitzalis, La volontà meno apparente, Donne e società nell'Italia centrale tirrenica durante l'Orientalizzante antico(Studia Archaeologica, 181)

- 15ª edizione − 2010
  - Daniele Federico Maras - Laura Maria Michetti - Elena Tassi Scandone, Fontes ad Res Etruscas Pertinentes, in preparazione

- 16ª edizione − 2012
  - Luca Pulcinelli, L'Etruria meridionale e Roma. Insediamenti e territorio tra IV e III secolo a.C., in preparazione

## Premio«L'Erma» per l'arte
Nel 2005 ha preso avvio una seconda iniziativa, il Premio «L'Erma» per l'arte, con cadenza annuale, dedicato alla storia dell'arte: le opere prescelte sono premiate con la pubblicazione nella collana L'ErmArte, appositamente creata allo scopo.
- 1ª edizione – 2005:
  - Maria Cristina Terzaghi, Il banco Herrera & Costa e la committenza dei banchieri liguri nella Roma di primo Seicento (LermArte, 1)

- 2ª edizione – 2006:
  - Laure Fagnart, La Fortune et la reception de Leonard De Vinci et de ses œuvres peintes en France, a la Renaissance et a l'age classique (LermArte, 3)

- 3ª edizione – 2008:
  - Fulvio Lenzo, La chiesa teatina di San Paolo Maggiore e l'antico tempio dei Dioscuri a Napoli (LermArte, 5)

- 4ª edizione – 2010:
  - Sefy Hendler, La guerre des arts. Le Paragone, sa pratique, son déclin. La comparasion compétitive penture-sculpture, en Italie, de la fin du XV siècle au début du XVII siècle (LermArte, 6)

- 4ª edizione – 2012:
  - Fabio Belloni, Impegno, ricerca, azione. Militanza artistica in Italia (1968-1972), in preparazione